# Teatro Monteverdi
II Teatro Monteverdi della Spezia è stata la più capiente sala teatrale della Liguria, in grado di accogliere tremila spettatori. 

Sito in via dello Zampino, fu costruito per iniziativa di Luigi Monteverdi, che ne affidò la realizzazione all'ingegnere Fortunato Zanazzo, e inaugurato l'11 febbraio del 1929.
Adibito anche a cinema, l'edificio era soprattutto un teatro elegantemente arredato come tale e dotato di un ampio palcoscenico con una grande torre scenica alla cui sommità, a ventiquattro metri d'altezza, era posta una graticcia in grado di permettere ogni tipo di manovra degli elementi scenici.
Il Monteverdi, sala da spettacolo piuttosto nota, rappresentava una tappa obbligata per le compagnie di avanspettacolo ma vi si svolgevano anche altri tipi di manifestazione come incontri di pugilato veglioni danzanti e concerti d'ogni tipo di musica, con particolare riguardo per l'opera lirica, visti gli ampi spazi a disposizione, ed i concerti di musica jazz, alcuni dei quali memorabili. Agli inizi della televisione la sala ospitava la proiezione di programmi popolari come Lascia o raddoppia? per i molti che non possedevano un apparecchio televisivo.
Dopo un inevitabile periodo di decadenza, il teatro venne definitivamente chiuso il 19 marzo 1978 e completamente demolito molti anni dopo per realizzare un parcheggio multipiano ed una galleria commerciale
Del teatro rimane solo il fronte dell'edificio su via dello Zampino, dov'era collocato l'ingresso, con il pregevole apparato scultoreo opera di Enrico Carmassi: due statue a tuttotondo di Muse, bassorilievi di maschere del teatro classico e fregi di putti sulle cinque porte originarie.